# 苏椿 (金朝)
苏椿（？—1232年），大名南乐人，金朝元帅。

## 生平
起初追随杨铁枪，杨铁枪与金军战死后，被推举为帅驻守大名，后因与彭义斌交战失利，投降宋朝，速鲁忽率军攻打，又归顺于元朝。正大二年九月，意欲归附金朝，但因大名路安抚使王珍与元帅梁仲先发兵攻打，苏椿只得开南门逃跑。出奔至开封府，金哀宗将其安置在许州与武监军一起驻防，随后被元军包围，斩元使韩寿孙，表明抵抗之志，后因武监军的偏将、内族以及夹谷太守开门投降被俘，在被擒后问及南奔之事，苏椿回复道：“我本金朝人，无力故降，我归国得为大官，何谓反耶！”，随后被斩杀。